# Калачики (Волгоградская область)
Калачики — хутор в Еланском районе Волгоградской области России. Входит в состав Большевистского сельского поселения.

## История
В «Алфавитном списке населённых мест Области Войска Донского» населённый пункт упомянут как хутор Калач Усть-Медведицкого округа при балке Калач, расположенный в 140 верстах от окружной станицы Усть-Медведицкой. В Калаче имелось 9 дворов и проживало 80 человек (42 мужчины и 38 женщин).

В 1928 году хутор Калачик был включён в состав Даниловского района Камышинского округа (упразднён в 1930 году) Нижне-Волжского края (с 1934 года — Сталинградского края, с 1936 года — Сталинградской области). В период с 1935 по 1963 годы хутор находился в подчинении Вязовского района. По состоянию на 1964 год Калачик входил в состав Большевистского сельсовета Еланского района.

## География
Хутор находится в северной части Волгоградской области, в пределах Хопёрско-Бузулукской равнины, на южном берегу пруда Сапожок, на расстоянии примерно 38 километров (по прямой) к югу от посёлка городского типа Елань, административного центра района. Абсолютная высота — 157 метров над уровнем моря.
Часовой пояс
Хутор Калачики, как и вся Волгоградская область, находится в часовой зоне МСК (московское время). Смещение применяемого времени относительно UTC составляет +3:00.

## Население
| 2010 |
| ---- |
| 86   |

Гендерный состав
По данным Всероссийской переписи населения 2010 года в гендерной структуре населения мужчины составляли 44,2 %, женщины — соответственно 55,8 %.
Национальный состав
Согласно результатам переписи 2002 года, в национальной структуре населения русские составляли 76 %.